# Серёжа (приток Куньи)
Серёжа — река на северо-западе европейской части Российской Федерации, в Торопецком районе Тверской области, приток реки Кунья. Длина — 104 км. Площадь водосборного бассейна — 849 км². Принадлежит к бассейну Балтийского моря.

## Этимология
Гидронимическую основу «Сереж» выводят либо от фин. «särki» и эст. «särgi» — ‘плотва’, либо от лит. «sárgas» — ‘сторож’, «sérgėti» — ‘охранять, сторожить’.

## Течение
Серёжа вытекает из озера Наговье, расположенного на Валдайской возвышенности.
В верхнем течении русло реки очень извилистое и мелкое, ширина 10—15 метров. Русло преграждают многочисленные завалы из брёвен. Скорость течения очень высокая, особенно в половодье. Много каменистых перекатов и порогов, самый сложный порог расположен у истока из озера.
За посёлком Плоскошь река становится шире и глубже, а перекаты проще, хотя скорость течения продолжает оставаться высокой. По берегам живописный лес.
Серёжа впадает в Кунью на границе с Новгородской областью.
Широко используется туристами для сплава.

## Притоки
В 28 км от устья (по течению) слева в Серёжу впадает Канашевка, в 36 км справа Столопенка, в 56 км справа впадает Вревица и в 101 км от устья слева впадает Охоння.